# Derolus incultus
Derolus incultus es una especie de escarabajo longicornio del género Derolus, tribu Cerambycini, subfamilia Cerambycinae. Fue descrita científicamente por Gerstaecker en 1855.

## Descripción
Mide 15-23 milímetros de longitud.

## Distribución
Se distribuye por Etiopía, Kenia, Mozambique, Namibia, Somalia, Tanzania y Zimbabue.